# 癌病房
《癌病房》（俄语：Раковый корпус）是俄罗斯作家亚历山大·索尔仁尼琴的半自传体长篇小说，1967年初版，次年在苏联被禁。这本小说讲述了一小群在乌兹别克斯坦的癌症患者的故事，背景设定于1955年，在后斯大林主义的苏联。它探讨了牵涉大清洗的那些人所承担的道义上的责任 - 由恶性肿瘤象征，他们的同胞在这场清洗中，数百万被杀害，或被送往古拉格，或被流放至西伯利亚。